# غاز الضحك (فلم 1914)
غاز الضحك (بالإنجليزية: Laughing Gas)، يعرف أيضا (تشارلي طبيب أسنان)، وهو فيلم كوميدي أمريكي صامت من عام 1914، من تأليف ماك سينيت وبطولة وإخراج تشارلي تشابلن تم إنتاجه في استوديوهات كيستون.

## طاقم التمثيل
- تشارلي تشابلن - مساعد طبيب الأسنان
- فريتز شاد - د. باين، طبيب الأسنان
- أليس هاويل - زوجة طبيب الأسنان
- جوزيف سوزرلاند - مساعد سريع
- سليم سامرفيل - مريض
- جوزيف سويكارد - مريض
- ماك سوين - مريض
- جين مارش - مريض

## وصلات خارجية
- غاز الضحك على موقع IMDb (الإنجليزية)
- غاز الضحك على موقع روتن توميتوز (الإنجليزية)
- غاز الضحك على موقع أول موفي (الإنجليزية)
- غاز الضحك على موقع فيلمافينيتي (الإسبانية)
- غاز الضحك على موقع قاعدة بيانات الفيلم (الإنجليزية)
- غاز الضحك على موقع ليتربوكسد (الإنجليزية)
- غاز الضحك على موقع كينوبويسك (الروسية)
- غاز الضحك متوفر للتحميل المجاني على أرشيف الإنترنت
- Laughing Gas على يوتيوب